# Roxen (chanteuse)
Pour le lac en Suède, voir Roxen.
Larisa Roxana Giurgiu, plus connue sous le nom de Roxen (parfois stylisé en capitales), née le 5 janvier 2000 à Cluj-Napoca en Roumanie, est une chanteuse roumaine. Elle devait représenter la Roumanie au Concours Eurovision de la chanson 2020, à Rotterdam, annulé en raison de la pandémie liée au Covid-19. Elle a finalement représenté le pays au concours de l'année suivante où elle termine 12e lors de la première demi-finale avec sa chanson Amnesia.

## Jeunesse et carrière
Larisa Roxana Giurgiu naît à Cluj-Napoca en 2000. Elle découvre son intérêt pour la musique à l'âge de sept ans. Elle a également pris des cours de chant et de piano étant petite,,.
Signée par le label Global Records, elle réalise un featuring avec le producteur Sickotoy sur la chanson You Don't Love Me. Le single obtient la troisième place du classement musical roumain, Airplay 100 et est devenu un succès dans d'autres pays tels que la France, les États-Unis, la Russie et l'Espagne. Son premier single, Ce-ți cântă dragostea, se classe à la 18e place de l'Airplay 100.

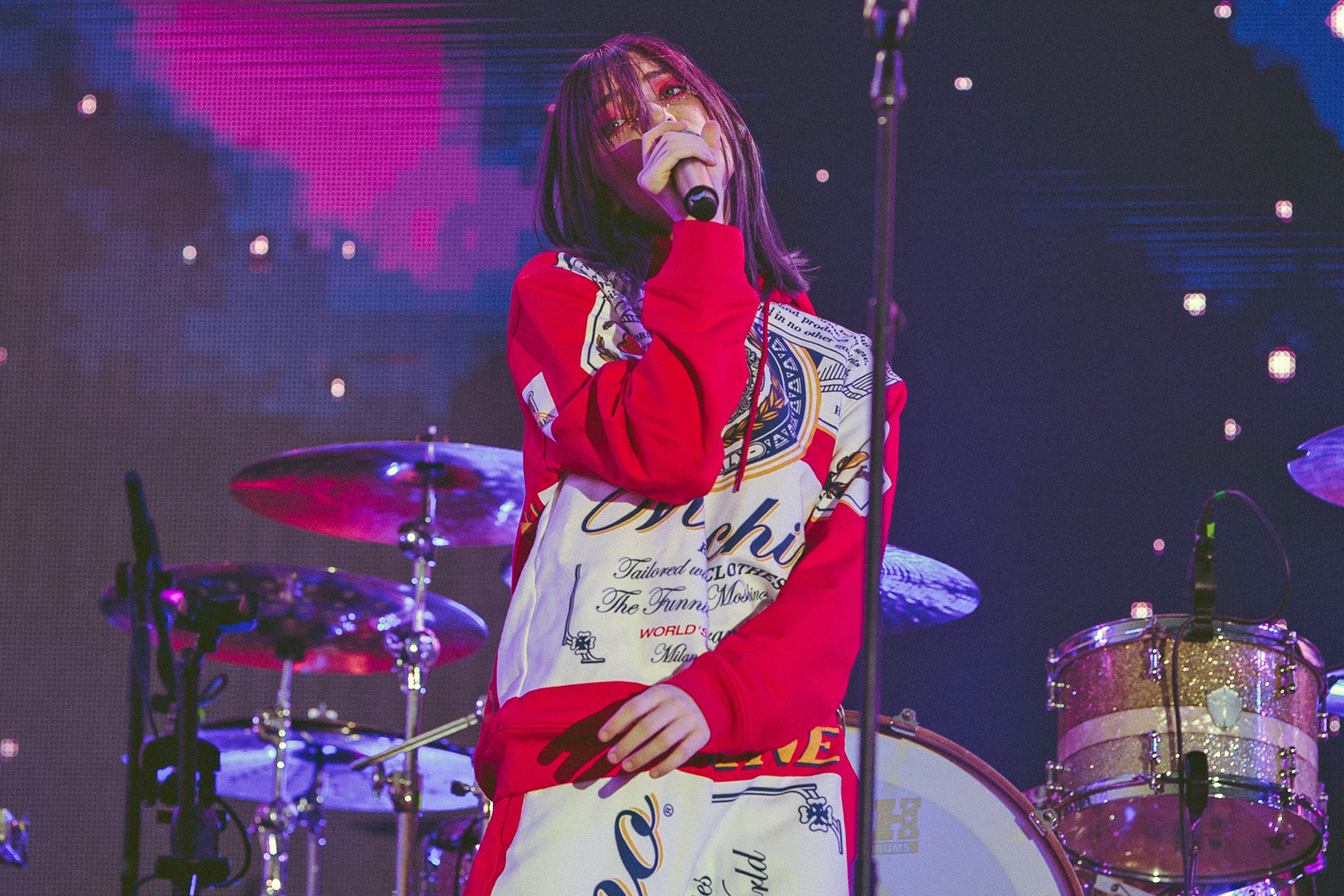
Roxen sur scène en 2020.

Le 11 février 2020, il est annoncé qu'elle participera au Concours Eurovision de la chanson 2020, où elle représentera la Roumanie. La chanson qu'elle y interprètera sera sélectionnée au moyen de l'émission Selecţia Naţională. Le choix se fera parmi cinq chansons: Alcohol You, Beautiful Disaster, Cherry Red, Colors et Storm, toutes sorties sur YouTube le 21 février 2020. Le concours ayant été annulé en raison de la crise sanitaire, Roxen ne représentera pas la Roumanie à l'Eurovision 2020. Cependant, Roxen est de nouveau choisie afin de représenter la Roumanie à l'Eurovision 2021, la chanson qu'elle y interprètera est Amnesia, disponible sur YouTube depuis le 4 mars 2021.

## Style
Le style musical de Roxen est principalement deep house. Elle est souvent comparée à des artistes comme Dua Lipa ou encore Billie Eilish.

## Discographie

### Singles

#### En tant qu'artiste principale
| Titre                                                                          | Année | Meilleures positions dans les classements | Meilleures positions dans les classements | Meilleures positions dans les classements | Meilleures positions dans les classements | Meilleures positions dans les classements | Meilleures positions dans les classements | Certifications | Album      |
| Titre                                                                          | Année | ROU                                       | CIS                                       | LIT                                       | NLD Tip                                   | POL                                       | RUS                                       | Certifications | Album      |
| ------------------------------------------------------------------------------ | ----- | ----------------------------------------- | ----------------------------------------- | ----------------------------------------- | ----------------------------------------- | ----------------------------------------- | ----------------------------------------- | -------------- | ---------- |
| Ce-ți cântă dragostea                                                          | 2019  | 1                                         | —                                         | —                                         | —                                         | —                                         | —                                         |                | Hors album |
| Alcohol You                                                                    | 2020  | —                                         | —                                         | —                                         | —                                         | —                                         | —                                         |                | Hors album |
| Spune-mi                                                                       | 2020  | 1                                         | —                                         | —                                         | —                                         | —                                         | —                                         |                | Hors album |
| How to Break a Heart                                                           | 2020  | —                                         | —                                         | —                                         | —                                         | —                                         | —                                         |                | Hors album |
| Wonderland (feat. Alexander Rybak)                                             | 2020  | —                                         | —                                         | —                                         | —                                         | —                                         | —                                         |                | Hors album |
| Parte din tine (feat. DJ Project)                                              | 2021  | 9                                         | —                                         | —                                         | —                                         | —                                         | —                                         |                | Hors album |
| Amnesia,                                                                       | 2021  | —                                         | —                                         | 51                                        | 26                                        | —                                         | —                                         |                | Hors album |
| Inimă nu fi de piatră                                                          | 2021  | 51                                        | —                                         | —                                         | —                                         | —                                         | —                                         |                | Hors album |
| Money Money (feat. DMNDS et Strange Fruits Music)                              | 2021  | —                                         | 7                                         | —                                         | —                                         | —                                         | 3                                         |                | Hors album |
| Strada ta (feat. Nane)                                                         | 2021  | —                                         | —                                         | —                                         | —                                         | —                                         | —                                         |                | Hors album |
| Crazy Valorant (feat. Killa Fonic)                                             | 2021  | —                                         | —                                         | —                                         | —                                         | —                                         | —                                         |                | Hors album |
| Dincolo de Marte (feat. Randi)                                                 | 2021  | 2                                         | 98                                        | —                                         | —                                         | —                                         | —                                         |                | Hors album |
| UFO                                                                            | 2022  | —                                         | —                                         | —                                         | —                                         | 2                                         | —                                         | - ZPAV: Gold   | Hors album |
| Printre stele                                                                  | 2022  | —                                         | —                                         | —                                         | —                                         | —                                         | —                                         |                | Hors album |
| Ghost (feat. Mausio)                                                           | 2022  | —                                         | —                                         | —                                         | —                                         | —                                         | —                                         |                | Hors album |
| Biggest Idiot                                                                  | 2022  | —                                         | —                                         | —                                         | —                                         | —                                         | —                                         |                | Hors album |
| Fool                                                                           | 2022  | —                                         | —                                         | —                                         | —                                         | —                                         | —                                         |                | Hors album |
| "—" denotes a title that did not chart, or was not released in that territory. |       |                                           |                                           |                                           |                                           |                                           |                                           |                |            |

#### En tant qu'artiste invitée
| Titre                                                                          | Année | Meilleure position dans les classements | Meilleure position dans les classements | Album      |
| Titre                                                                          | Année | ROU                                     | BUL                                     | Album      |
| ------------------------------------------------------------------------------ | ----- | --------------------------------------- | --------------------------------------- | ---------- |
| You Don't Love Me (Sickotoy featuring Roxen)                                   | 2019  | 3                                       | 7                                       | Hors album |
| Over and Over (PAX featuring Roxen)                                            | 2020  | —                                       | —                                       | Hors album |
| Devil in Disguise, (Coyot avec la voix non-créditée de Roxen)                  | 2020  | —                                       | —                                       | Hors album |
| "—" denotes a title that did not chart, or was not released in that territory. |       |                                         |                                         |            |

#### Singles promotionnels
| Titre              | Année | Album      |
| ------------------ | ----- | ---------- |
| I Don't Care       | 2019  | Hors album |
| Beautiful Disaster | 2020  | Hors album |
| Cherry Red         | 2020  | Hors album |
| Colors             | 2020  | Hors album |
| Storm              | 2020  | Hors album |
| Escape             | 2020  | Hors album |
| Nono Bad           | 2022  | Hors album |